# Veniliornis cassini
El carpintero cebra (Venezuela) (Veniliornis cassini),  es una especie de ave piciforme perteneciente al género Veniliornis que integra la familia Picidae. Es nativo del noreste de Sudamérica.

## Descripción
El carpintero cebra mide unos 16 cm de largo. Tiene las partes inferiores densamente listadas en blanco y negro, a lo que debe su nombre común, mientras que las superiores son de color pardo oliváceo, con algunas motas blancas en las alas. Su nuca y parte posterior del cuello son amarillas. Cara grisácea, auriculares estriados de negro, frente y corona negruzcas. El píleo de los machos es estriado de rojo más intenso en la nuca, en cambio el de las hembras es negruzco moteado de amarillo.

## Distribución y hábitat
Se encuentra en Brasil, Colombia, la Guayana francesa, Guyana, Surinam y Venezuela. Se distribuye desde el este y sureste de Venezuela (Bolívar, Amazonas), las Guayanas, y noreste de Brasil al norte del Río Amazonas (este de Roraima y bajo río Negro hasta Amapá).

Su hábitat natural es el dosel de los márgenes de las selvas húmedas tropicales y los bosques secundarios hasta los 1500 m de altitud.

## Comportamiento
Vive en parejas, acompañando bandadas mixtas por las copas. Sus hábitos son muy poco conocidos.

### Alimentación
Se alimenta de insectos y sus larvas.

### Reproducción
Hace su nido excavando agujeros en troncos y ramas secas de árboles y palmeras, donde deposita sus huevos blancos y brillantes.

## Sistemática

### Descripción original
La especie V. cassini fue descrita por primera vez por el naturalista francés Alfred Malherbe en 1862 bajo el nombre científico Mesopicus cassini; localidad tipo «Cayenne».

### Taxonomía
Forma una superespecie con Veniliornis kirkii, Veniliornis chocoensis, Veniliornis affinis y Veniliornis maculifrons. A menudo es considerado conespecífico con chocoensis, pero difiere en detalles de plumaje, en preferencias de hábitat, aparentemente también en vocalización, y está geográficamente aislado por los Andes. También ha sido considerado posiblemente conespecífico con affinis, con quien se sobrepone ligeramente en la distribución; se precisan más estudios. Es monotípico.